# Achot II Bagratouni
Pour les articles homonymes, voir Achot.
Achot II Bagratouni (en arménien Աշոտ Բ Բագրատունի ; mort en 688) est un prince arménien de la famille des Bagratides qui est prince d'Arménie de 685 à 688.

## Biographie
Achot est le fils de Smbat V Bagratouni, aspet et drongaire. Son grand-père maternel est Manouel Arçounai, qui est préfet d'Egypte puis magistros en 651,
Le prince Grigor Mamikonian se révolte en 681, profitant de la guerre civile qui déchire le califat omeyyade, mais il est tué en 685 par les Khazars. Le calife Abd al-Malik nomme alors comme prince Achot Bagratouni. Dès sa nomination, il entreprend de chasser les Khazars qui ravagent l'Arménie. Il fait construire la cathédrale Amenaperkitch (« le sauveur de tous les hommes ») dans la ville de Dariounq.
Vers 688, l'empereur byzantin Justinien II envoie une armée en Arménie pour la remettre dans la zone d'influence byzantine, mais celle-ci se conduit comme en terre conquise. Achot lève une armée et la vainc, mais le gros de son armée se charge de récupérer le butin, tandis qu'Achot poursuit les soldats vaincus, et est grièvement blessé lors de l'escarmouche qui s'ensuit.
Il a eu un fils, Smbat, qui est nakharar de 703 à 705.